# Liste der Monuments historiques in Vieux-Château
Die Liste der Monuments historiques in Vieux-Château führt die Monuments historiques in der französischen Gemeinde Vieux-Château auf.

## Liste der Objekte
| Bezeichnung                                 | Beschreibung                          | Standort                        | Kennzeichnung | Schutzstatus | Datum | Bild |
| ------------------------------------------- | ------------------------------------- | ------------------------------- | ------------- | ------------ | ----- | ---- |
| Gemälde Kreuzigung                          | Ölfarbe auf Holz, 17. Jahrhundert     | in der Kirche St-Laurent (Lage) | PM21002502    | Classé       | 1967  |      |
| Gemälde Madonna mit Kind und Johannesknaben | Ölfarbe auf Leinwand, 17. Jahrhundert | in der Kirche St-Laurent (Lage) | PM21004129    | Inscrit      | 1994  |      |